# Михайло Довбня
Михайло Артемович Довбня (*д/н —після 1763) — український військовий діяч, полковник Війська Запорозького Низового.

## Життєпис
Про місце і дату народження невідомо. Входить до складу запорозького товариства у 1718 року. Належав до Конелівського куреня. В цей час існувала Олешківська Січ. У 1733 році разом з усім Кошем повернувся на Запоріжжя. Брав участь у російсько-турецькій війні 1735—1739 років, де відзначився в поході на Очаків, до гирла Дніпра, битві при Хотині.
У 1751 році призначається полковником Самарської паланки. У 1752 році був депутатом від Війська Запорозького у Старосамарській комісії з розмежування земель. У 1754 році призначається полковником Бугогардівської паланки. За наказом кошового отамана Якима Ігнатовича боровся з гайдамаками. Незважаючи на наказ Коша щодо запобігання зіткненням з російськими військовими командами і лівобережними та слобідськими козацькими загонами, у 1755 році не зміг запобігти нападу запорожців на домотканські поселення Новослобідського полку.
У 1756 році був у складі комісії з розгляду скарг запорожців щодо діяльності поселенців Нової Сербії до Новослобідського полку. У 1757 році вдруге стає полковником Самарської палалнки. У 1760 році ще раз призначається полковником Бугогардівської палалнки. Під час своєї каденції продовжив боротьбу із гайдамаками.
Остання згадка про Довбню відноситься до 1763 року, коли він одружився з мешканкою Старої Самари на ім'я Тетяна.